# Montagne rouge
Pour plus de détails, voir Fiche technique et Distribution.
Montagne rouge (titre original : Red Mountain) est un film américain de William Dieterle sorti en 1951.

## Synopsis
Colorado, 1865, le prospecteur Lane Waldron est accusé du meurtre d'un négociant en or. En effet plusieurs témoins l'ont vu sortir du bureau de la victime. Alors que les habitants s'apprêtent à le tuer sans procès, Waldron est sauvé par le capitaine Brett Sherwood, un officier sudiste qui a déserté l'armée. Mais Waldron est vite persuadé que son sauveur est le véritable assassin. Les deux hommes se retrouvent en cavale, ils sont bientôt rejoints par Chris, la fiancée de Lane...

## Fiche technique
- Titre original : Red mountain
- Réalisation : William Dieterle et John Farrow (non crédité)
- Scénario : George W. George, George F. Slavin et John Meredyth Lucas d'après une histoire de George W. George et George F. Slavin
- Directeur de la photographie : Charles Lang
- Montage : Warren Low
- Musique : Franz Waxman
- Production : Hal B. Wallis
- Genre : Western
- Pays de production :  États-Unis
- Durée : 84 minutes
- Date de sortie :
  - États-Unis : novembre 1951

## Distribution
- Alan Ladd (VF : Maurice Dorléac) : le capitaine Brett Sherwood
- Lizabeth Scott (VF : Sylvie Deniau) : Christine dite "Chris"
- Arthur Kennedy (VF : Ulric Guttinguer) : Lane Waldron
- John Ireland (VF : Raymond Loyer) : le général William Quantrill
- Jeff Corey : le sergent Skee
- Bert Freed (VF : Georges Hubert) : le sergent Randall
- Neville Brand : le lieutenant Dixon
- Carleton Young : le lieutenant Morgan
- James Bell : le docteur Terry
- Francis McDonald (non crédité) : le marshal Roberts
- Whit Bissell : Miles
- Walter Sande (VF : Emile Drain) : Benjie
- Ralph Moody : George Meredyth
- Jay Silverheels : Little Crow
- Iron Eyes Cody (non crédité) : un indien Ute